# Liste slowakischer Schriftsteller
Liste der wichtigsten slowakischen Prosaautoren und Dramatiker. Für Dichter gibt es eine eigene Liste.

## Mittelalter (800–1500)
- Gorazd von Mähren (9. Jahrhundert)
- Kliment Ochridský (um 840–916)
- Konštantín (um 827–869)
- Maurus von Csánad (?–1070), Bischof von Csanád
- Metod (um 815–885)
- Naum (Chrabr) (um 830–910)

## Renaissance (1500–1650)
- Pavel Kyrmezer (?–1589), Dichter, Dramatiker, Priester
- Jur Tesák Mošovský (1545–1617)
- Jiří Třanovský (1592–1637), Hymnendichter und Komponist

## Barock (1650–1780)
- Ján Bayer (1630–1674)
- Matej Bel (1684–1749)
- Móric Beňovský (1741–1786)
- Izák Caban (1632–1707)
- Sebastián Fabricius (?)
- Samuel Hruškovič (Samuelis Hruscowitz) (1694–1748)
- Joachim Kalinka (1601–1677)
- Adam František Kollár (1718–1783)
- Daniel Krman (1663–1740)
- Eliáš Ladiver (1633–1686)
- Juraj Láni (1646–1701)
- Ján Baltazár Magin (1682–1735)
- Tobiáš Masník (1640–1697)
- Martin Novák (?)
- Štefan Pilárik I (1615–1693)
- Ján Rezik (?–1711)
- Ján Simonides (1648–1708)
- Daniel Sinapius-Horčička (1640–1688)
- Daniel Speer (1636–1707)

## Klassik (1780–1840)
- Jozef Ignác Bajza (1755–1836)
- Juraj Fándly (1750–1811)
- Ján Chalupka (1791–1871)
- Ján Kollár (1793–1852)
- Karol Kuzmány (1806–1866)
- Juraj Palkovič (1769–1850)
- Juraj Papánek (1738–1802)
- Pavol Jozef Šafárik (Pavel Josef Šafařík) (1795–1861)

## Romantik (1840–1850)
- Pavol Dobšinský (1828–1885)
- Ján Francisci-Rimavský (1822–1905)
- Michal Miloslav Hodža (1811–1870)
- Jozef Miloslav Hurban (1817–1888)
- Ján Kalinčiak (1822–1871)
- Viliam Pauliny-Tóth (1826–1877)
- Ľudovít Štúr (1815–1856)
- Samo Tomášik (1813–1887)

## Zwischen Romantik und Realismus (1850–1875)
- Koloman Banšell (1850–1887)
- Matej Bencúr (1860–1928)
- Ľudovít Kubáni (1830–1869)
- Ján Palárik (1822–1870)
- Jonáš Záborský (1812–1876)
- Gustáv Kazimír Zechenter-Laskomerský (1824–1908)

## Realismus (1875–1905)
- Anton Bielek (1857–1911)
- Ján Čajak (1863–1944)
- Hana Gregorová (1885–1958)
- Pavol Országh Hviezdoslav (1849–1921)
- Martin Kukučín (1860–1928)
- Ľudmila Podjavorinská (1872–1951)
- Kristína Royová (1860–1936)
- Elena Maróthy-Šoltésová (1855–1939)
- Jozef Gregor-Tajovský (1874–1940)
- Božena Slančíková-Timrava (1867–1951)
- Svetozár Hurban-Vajanský (1847–1916)
- Terézia Vansová (1857–1942)

## Modernismus (1905–1918)
- Janko Jesenský (1874–1945)
- Ivan Krasko (1876–1958)

## Zwischenkriegszeit (1918–1948)
- Janko Alexy (1894–1970)
- Július Barč-Ivan (1909–1953)
- Ján Bodenek (1911–1985)
- Ján Čajak ml. (1897–1982)
- Vladimír Clementis (1902–1952)
- Rudolf Dilong (1905–1986)
- Margita Figuli (1909–1995)
- Tido J. Gašpar (1893–1972)
- Jozef Cíger-Hronský (1896–1960)
- Dobroslav Chrobák (1907–1951)
- Peter Jilemnický (1901–1949)
- Fraňo Kráľ (1903–1955)
- Štefan Krčméry (1892–1955)
- Ladislav Nádaši-Jégé (1866–1940)
- Jožo Nižnánsky (1903–1976)
- Laco Novomeský (1904–1976)
- Ľudo Ondrejov (1901–1962)
- Ján Poničan (1902–1978)
- Martin Rázus (1888–1937)
- Janko Silan (1914–1984)
- Ivan Stodola (1888–1977)
- Elo Šándor (1896–1952)
- František Švantner (1912–1950)
- Milo Urban (1904–1982)
- Ľudo Zúbek (1908–1969)

## Nach dem Zweiten Weltkrieg (1948–1964)
- Alfonz Bednár (1914–1989)
- Krista Bendová (1923–1988)
- Ján Domasta (1909–1989)
- František Hečko (1905–1960)
- Ján Hrušovský (1892–1975)
- Rudolf Jašík (1919–1960)
- Peter Karvaš (1920–1999)
- Štefan Králik (1909–1983)
- Leopold Lahola (1918–1968)
- Vladimír Mináč (1922–1996)
- Ladislav Mňačko (1919–1994)
- Rudo Moric (1921–1985)
- Mária Rázusová-Martáková (1905–1964)
- Peter Sever (1924–2004)
- Ján Smrek (1898–1982)
- Dominik Tatarka (1913–1989)
- Ladislav Ťažký (1924–2011)
- Hana Zelinová (1914–2004)
- Štefan Žáry (1918–2007)

## Moderne Literatur (1964–1995)
- Anton Baláž (* 1943)
- Peter Andruška (* 1943)
- Ladislav Ballek (1941–2014)
- Nora Baráthová (* 1944)
- Vlado Bednár (1941–1984)
- Ján Beňo (* 1933)
- Jaroslava Blažková (1933–2017)
- Bohuš Bodacz (* 1955)
- Ivan Bukovčan (1921–1975)
- Elena Čepčeková (1922–1992)
- Andrej Chudoba (1927–2014)
- Mária Ďuríčková (1919–2004)
- Dušan Dušek (* 1946)
- Etela Farkašová (* 1943)
- Ľubomír Feldek (* 1936)
- Andrej Ferko (* 1955)
- Milan Ferko (1929–2010)
- Vladimír Ferko (1925–2002)
- Peter Glocko (* 1946)
- Viera Handzová (1931–1997)
- Pavol Horák (* 1943)
- Pavel Hrúz (1941–2008)
- Ivan Hudec (* 1947)
- Anton Hykisch (1932–2024)
- Tomáš Janovic (* 1937)
- Peter Jaroš (* 1940)
- Ján Johanides (1934–2008)
- Štefan Kasarda (1935–2006)
- Mikuláš Kočan (* 1946)
- Peter Kováčik (* 1936)
- Milan Lasica (1940–2021)
- Ján Lenčo (1933–2012)
- Anton Marec (* 1953)
- Albert Marenčin (* 1922)
- Dušan Mitana (* 1946)
- Hana Ponická (1922–2007)
- Jozef Puškáš (* 1951)
- Stanislav Rakús (* 1940)
- Jozef Repko (1940–2014)
- Milan Richter (* 1948)
- Gabriela Rothmayerová (* 1951)
- Igor Rusnák (* 1936)
- Július Satinský (1941–2002)
- Peter Ševčovič (1935–2006)
- Vincent Šikula (1936–2001)
- Martin M. Šimečka (* 1957)
- Rudolf Sloboda (1938–1995)
- Ján Solovič (* 1934)
- Benjamín Tinák (1930–2008)
- Ján Tužinský (* 1951)
- Alta Vášová (* 1939)
- Pavel Vilikovský (* 1941)
- Osvald Záhradník (* 1932)
- Vojtech Zamarovský (1919–2006)
- Zuzka Zguriška (1900–1984)
- Milka Zimková (* 1951)

## Modernste Literatur (seit 1995)
- Roman Brat (* 1957)
- Boris Filan (* 1949)
- Vladimir Oravsky (* 1947)
- Peter Holka (* 1950)
- Michal Hvorecký (* 1976)
- Táňa Keleová-Vasilková (* 1964)
- Maxim E. Matkin (?)
- Petra Nagyová-Džerengová (* 1972)
- Igor Otčenáš (* 1956)
- Alexandra Pavelková (* 1966)
- Peter Pišťanek (1960–2015)
- Magdalena Sadlon (* 1956)
- Vladimir Oravsky (* 1947)
- Dušan Taragel (* 1961)